# الصوم في الكنيسة القبطية الأرثوذكسية
تتراوح مدة الأصوام ما بين 185 يوما وحتى 210 يوما تقريبا متغيرة كل سنة بسبب تغير مدة صوم الرسل وهى مدة غير ثابته، كما تتنوع درجة الصيام ما بين صوم الدرجة الأولى مثل أيام الأربعاء والجمعة والصوم الأربعينى وصوم نينوى، وهى الأصوام التى لا يُسمح فيه بالمأكولات البحرية مثل الأسماك وغيرها؛ وبين صوم الدرجة الثانية الذى يُسمح فيه بأكل الأسماك مثل صوم الميلاد وصوم الرسل وصوم السيدة العذراء.
الصوم في الكنيسة القبطية الأرثوذكسية يعني بالامتناع عن الطعام فترة معينة، يتناول الصائم بعدها أطعمة خالية من الدسم الحيواني. أي أن فترة الانقطاع جزء أساسي من الصوم. كذلك يشتمل على كل صنوف التقشف والنسك وقمع الأهواء والشهوات الجسدية.

## الأصوام
- صوم الأربعين المقدسة وأسبوع الآلام (الصوم الكبير): وهي الأربعين يوماً التي صامها المسيح، يليها صوم أسبوع الألام وفى نهايته عيد القيامة المجيد وبه تنتهى فترة هذا الصوم.
- صوم يومي الأربعاء والجمعة: يوم الأربعاء تذكاراً للتآمر على المسيح، وصوم يوم الجمعة تذكاراً لصلبه، يُصام اليومان طوال السنة بأستثناء فترة الخمسين المقدسة، وهى فترة الخمسين يومًا التالية لعيد القيامة والتى تنتهى بعيد حلول الروح القدس (العنصرة).
- صوم الرسل: وهو أقدم الأصوام إذ صامه رسل المسيح أنفسهم، ومدته متغيرة كل عام بين الزيادة والنقصان تحكمها المدة ما بين عيد الميلاد وبدء الصوم الأربعينى والعلاقة عكسية بينهما.
- صوم الميلاد المجيد: ومدته 43 يوماً، يبدأ من 16 هاتور (25 نوفمبر)، وينتهي بعيد الميلاد في 29 كيهك (7 يناير).
- صوم نينوى أو صوم يونان: ومدته 3 أيام فقط، ويصام تذكاراً لتوبة أهل نينوى، وهو يبدأ قبل الصوم الكبير بأسبوعين.
- صوم السيدة العذراء مريم: ومدته 15 يوماً، تنتهي بعيد صعود جسد العذراء في 16 مسرى.
- برمون الميلاد وبرمون الغطاس: والبرمون هو اليوم السابق للعيد، وكان يُصام في الماضي بشكل انقطاعي طوال اليوم.